# Potentilla hara-kurosawae
Potentilla hara-kurosawae är en rosväxtart som först beskrevs av Naohiro Naruhashi och M.Sugim., och fick sitt nu gällande namn av Hiroyoshi Ohashi. Potentilla hara-kurosawae ingår i Fingerörtssläktet som ingår i familjen rosväxter. Inga underarter finns listade i Catalogue of Life.